# Hanna Mergies
Hanna Mergies (ur. 21 listopada 1984) – polska snookerzystka.

## Mistrzostwa Europy w Snookerze
Podczas Mistrzostw Europy w Snookerze w 2001 roku Mergies wygrała trzy z czterech meczów w grupie kwalifikacyjnej, przegrywając jedynie z późniejszą mistrzynią Kelly Fisher. W ćwierćfinale przegrała 0–4 z Wendy Jans, która zakończyła turniej jako wicemistrzyni za Fisher. W 2002 roku Mergies ponownie dotarła do ćwierćfinału. W 2006 roku poszła o krok dalej, dochodząc aż do półfinału, w którym uległa Isabelle Jonckheere 2–4. W 2007 roku Mergies ponownie dotarła do ćwierćfinału, w którym przegrała z późniejszą mistrzynią, tym razem 0–4 z Reanne Evans. W 2011 roku Mergies ponownie dotarła do ćwierćfinału, a tym razem to Christelle Pedat pokonała ją 4–1.
Mergies i Małgorzata Kłys, reprezentujące Polskę, dotarły do finału drużynowych mistrzostw Europy EBSA 2007, gdzie uległy belgijskiej drużynie: Wendy Jans i Isabelle Jonckheere 0–5.

## Mistrzostwa Świata w Snookerze IBSF
Podczas Mistrzostw Świata IBSF 2006 w Ammanie w Jordanii dotarła do ćwierćfinału, gdzie przegrała z Jaique Ip 3–4.